# 日本エアシステムの就航路線
日本エアシステムの就航路線（にほんえあしすてむのしゅうこうろせん）
日本エアシステム（JAS）は、国内線でローカル線を中心に高いシェアを誇っていたほか、国際線でも韓国や中国本土、香港、シンガポール、アメリカ・ハワイへの定期便やチャーター便などを運航していた。また、アメリカのノースウエスト航空やKLMオランダ航空、中国南方航空などと業務提携・運航提携を行い、国内線と国際線でコードシェア便も運航していた。
しかし、1990年代のバブル経済崩壊後、深刻な経営不振に陥り、2002年10月2日、日本航空（JAL）に経営統合され、翌々年の2004年4月1日、「日本航空ジャパン」に商号変更し、JALグループの国内線運航会社に転換され、事実上消滅した。そして、その日本航空ジャパンも2006年10月1日、日本航空インターナショナルに吸収合併され、名実ともに消滅した。

## 国内線
（太字は国内幹線、斜字は国内準幹線）
- 札幌ー女満別
- 札幌ー釧路
- 札幌ー青森
- 札幌ー三沢
- 札幌ー秋田
- 札幌ー花巻
- 札幌ー山形
- 札幌ー松本
- 札幌ー出雲（夏季限定季節運航便）
- 札幌ー徳島（夏季限定季節運航便）
- 札幌ー広島
- 札幌ー福岡
- 仙台ー岡山
- 仙台ー高松
- 東京ー女満別
- 東京ー釧路
- 東京ー帯広
- 東京ー札幌
- 東京ー青森
- 東京ー三沢
- 東京ー小松
- 東京ー南紀白浜
- 東京ー大阪（伊丹・関西）
- 東京ー徳島
- 東京ー高松
- 東京ー高知
- 東京ー広島
- 東京ー出雲
- 東京ー北九州
- 東京ー福岡
- 東京ー大分
- 東京ー長崎
- 東京ー熊本
- 東京ー宮崎
- 東京ー鹿児島
- 東京ー奄美大島
- 東京ー那覇
- 大阪ー女満別
- 大阪ー帯広
- 大阪ー札幌
- 大阪ー旭川
- 大阪ー釧路
- 大阪ー帯広
- 大阪ー青森
- 大阪ー三沢
- 大阪ー秋田
- 大阪ー花巻
- 大阪ー山形
- 大阪ー仙台
- 大阪ー新潟
- 大阪ー松本
- 大阪ー松山
- 大阪ー出雲
- 大阪ー福岡
- 大阪ー長崎
- 大阪ー熊本
- 大阪ー宮崎
- 大阪ー鹿児島
- 大阪ー種子島
- 大阪ー奄美大島
- 大阪ー那覇
- 名古屋ー釧路
- 名古屋ー札幌
- 名古屋ー青森
- 名古屋ー花巻
- 名古屋ー仙台
- 名古屋ー高知
- 名古屋ー長崎
- 名古屋ー熊本
- 福岡ー青森
- 福岡ー花巻
- 福岡ー仙台
- 福岡ー松本
- 福岡ー松山
- 福岡ー宮崎
- 福岡ー鹿児島
- 鹿児島ー奄美大島
- 鹿児島ー徳之島
- 那覇ー青森（季節運航便）
- 那覇ー秋田（季節運航便）
- 那覇ー花巻（季節運航便）
- 那覇ー出雲（季節運航便）

複合免許路線
- 東京ー旭川

注：東京→東京国際空港　大阪→大阪国際空港・関西国際空港

## 国際線
- 東京ー アメリカ・ホノルル
- 東京ー シンガポール・シンガポール
- 東京ー 韓国・ソウル
- 東京ー 中国・上海
- 東京ー 中国・広州
- 東京ー 中国・西安
- 東京ー 中国・昆明
- 東京ー 中国・香港
- 大阪ー 韓国・ソウル
- 大阪ー 中国・広州
- 大阪ー 中国・西安
- 大阪ー 中国・昆明
- 大阪ー 中国・香港

注：東京→成田国際空港　大阪→関西国際空港

## 国際チャーター便
- ロサンゼルス－東京
- ニューヨーク－東京
- ホノルル－東京
- ホノルル－三沢
- ホノルル－鹿児島(HLQ)
- サイパン－東京
- コナ－鹿児島(HLQ)
- パラオ－東京
- グアム－名古屋
- カルガリー－大分(HLQ)
- バンクーバー－大分(HLQ)
- ロンドン－東京
- ツールーズー成田(HLQ)
- ツールーズ－仙台(HLQ)
- パリ－成田(HLQ)
- パリ－仙台(HLQ)
- シドニー－熊本
- シドニー－福岡(HLQ)
- ブリズベン－熊本
- ブリズベン－小松
- ブリズベン－福岡(HLQ)
- ウラジオストク－出雲
- ウラジオストク－鳥取
- ハバロフスク－札幌
- ユジノサハリンスク－札幌
- デンパサール－広島
- ナンディー－小松(HLQ)
- シンガポール－大分
- シンガポール－函館
- バンコク－福岡
- バンコク－大分
- バンコク－鹿児島
- マカオ－札幌
- マカオ－仙台
- ヤンゴン－広島
- スービック－福岡
- マニラ－福岡
- 香港－東京
- 香港－福岡
- 香港－名古屋
- 香港－熊本
- 香港－秋田
- 香港－徳島
- 香港－青森
- 香港－松山
- 香港－花巻
- 香港－札幌
- 香港－釧路
- 香港－岡山
- 香港－山形
- 香港－新潟
- 香港－広島
- ソウル－大阪
- ソウル－福岡
- ソウル－仙台
- ソウル－出雲
- ソウル－旭川
- ソウル－女満別
- ソウル－帯広
- ソウル－北九州
- 釜山－出雲
- 釜山－長崎
- 釜山－山形
- 釜山－松本
- 済州島－福岡
- 広州－福岡
- 広州－大阪
- 杭州－広島
- 武漢－大分
- 武漢－福岡
- 平壌ー宮崎

注：HLQはハーレクィンエア

## コードシェア運航（国内線含まず）
日本・日本航空
- 東京ー 韓国・ソウル

使用機材:747-246
 アメリカ・ノースウエスト航空
- 東京ー アメリカ・シアトル
- 東京ー アメリカ・サンフランシスコ
- 東京ー アメリカ・ロサンゼルス
- 東京ー アメリカ・ニューヨーク

使用機材:747-200・747-400
 オランダ・KLMオランダ航空
- 東京ー オランダ・アムステルダム

使用機材:747-400
 中国・中国南方航空
- 東京ー 中国・広州
- 大阪ー 中国・広州
- 福岡ー 中国・広州

使用機材:A300-600R・777-21B・A320-200・757-200
注：東京→成田国際空港　大阪→関西国際空港
また、合併以前はコンチネンタル航空とのマイレージ提携、コードシェア運航のための協議を行っていた。